# Paweł Doczew
Paweł Doczew (bułg. Павел Дочев, ur. 28 września 1965 w Sofii) – bułgarski piłkarz z niemieckim obywatelstwem, występujący na pozycji środkowego obrońcy oraz trener piłkarski.

## Kariera piłkarska
Jest wychowankiem Łokomotiwu Sofia. W wieku dwudziestu trzech lat przeniósł się do CSKA Sofia, w którego barwach łącznie grał przez cztery sezony. Był w kadrze CSKA, kiedy to klub prowadzony przez Dimityra Penewa dotarł do półfinału Pucharu UEFA w sezonie 1988–1989. Ponadto z zespołem ze stolicy kraju zdobył trzy tytuły mistrza i trzy Puchary Bułgarii.
W 1992 roku wyjechał do niemieckiej Bundesligi, jako pierwszy bułgarski piłkarz w historii. Grał tam już do końca piłkarskiej kariery. Początkowo siedział na ławce rezerwowych w występującym w Bundeslidze Hamburger SV dokąd przeniósł się razem z Jordanem Leczkowem, ale później grał w pierwszych składach zespołów trzecioligowych: Holstein Kiel i najdłużej, bo aż osiem lat w TuS Paderborn-Neuhaus (od 1998 pod nazwą SC Paderborn 07). Z tym ostatnim w sezonie 1998–1999 spadł do czwartej ligi. Piłkarską karierę zakończył w wieku trzydziestu siedmiu lat.
W reprezentacji Bułgarii rozegrał dwadzieścia cztery mecze. Był podstawowym graczem drużyny walczącej – bezskutecznie – o udział w Mundialu 1990 i Euro 1992. Ostatnie spotkanie w kadrze rozegrał w 1993 roku, kiedy po prawie dwu latach przerwy ponownie otrzymał powołanie. W prowadzonej przez Dimityra Penewa drużynie wystąpił przez 73 minuty meczu z Austrią (1:3) w eliminacjach do Mundialu 1994.

## Sukcesy piłkarskie
- mistrzostwo Bułgarii 1989, 1990 i 1992, Puchar Bułgarii 1989, Puchar Armii Sowieckiej 1989 i 1990 oraz półfinał Pucharu UEFA 1988–1989 z CSKA Sofia
- awans do III ligi niemieckiej w sezonie 2000–2001 z SC Paderborn 07

## Kariera szkoleniowa
Pracę szkoleniową rozpoczął w trzecioligowym klubie niemieckim SC Paderborn 07. Już w sezonie 2004–2005 awansował z nim do 2. Bundesligi, a także do 1/8 finału Pucharu Niemiec. W przeprowadzonej w 2007 roku ankiecie został wybrany na trenera stulecia Paderbornu. W tym samym roku uzyskał niemieckie obywatelstwo.
W latach 2005–2008 prowadził grający w Regionallidze FC Rot-Weiß Erfurt, z podobnym powodzeniem: na koniec rozgrywek 2007–2008 zespół wywalczył awans do trzeciej ligi.
W sierpniu 2009 w bułgarskich mediach pojawiła się informacja, że Doczew zostanie selekcjonerem reprezentacji Bułgarii U-21. Dwa miesiące później Krasimir Bałykow wymienił jego nazwisko w kontekście trenera dorosłej kadry.
Ostatecznie nie związał się z żadną bułgarską reprezentacją; jednak powrócił do ojczyzny i w maju 2010 roku – przed ostatnią kolejką sezonu 2009–2010 – objął stanowisko trenera CSKA Sofia. Przygoda z wicemistrzem kraju trwała jednak tylko trzy miesiące – Doczew został zwolniony już po trzeciej kolejce nowego sezonu po tym, jak jego drużyna w trzech ligowych spotkaniach zdobyła tylko jeden punkt (0:1 z Lewskim Sofia, 1:2 z Czernomorcem Burgas i 2:2 z Widimą-Rakowski Sewliewo).
Niedługo potem znalazł zatrudnienie w niemieckim trzecioligowcu SV Sandhausen, jednak i tam pracował jedynie kilka miesięcy. Już w lutym 2011 roku został zastąpiony przez Gerda Daisa.
24 stycznia 2012 został szkoleniowcem trzecioligowego Preußen Münster. W sezonie 2012/2013 klub zajął czwarte miejsce w tabeli ze stratą jednego punktu do miejsca dającego możliwość gry w barażu o awans do 2. Bundesligi. Po ośmiu kolejkach następnych rozgrywek Preußen zajmował dopiero 17. lokatę w tabeli, a Doczew został zwolniony.
Na kolejną szansę bułgarski trener czekał do lata 2015 roku. Doczew został wówczas trenerem zdegradowanego właśnie do 3. ligi Erzgebirge Aue. Sezon 2015/16 zespół Doczewa zakończył na drugim miejscu w tabeli i powrócił do 2. Bundesligi. Ponadto zespół z Aue zdobył Puchar Saksonii.

## Sukcesy szkoleniowe
- awans do 2. Bundesligi oraz 1/8 finału Pucharu Niemiec w sezonie 2004–2005 z SC Paderborn 07
- awans do III ligi niemieckiej w sezonie 2007–2008 z FC Rot-Weiß Erfurt
- awans do 2. Bundesligi oraz zwycięstwo w Pucharze Saksonii w sezonie 2015–2016 z Erzgebirge Aue